# Jenni Rivera
Jenny Dolores Rivera Saavedra, mer känd under artistnamnet Jenni Rivera, född 2 juli 1969 i Long Beach, Kalifornien, död 9 december 2012 i närheten av Iturbide, Nuevo León, Mexiko, var en mexikansk-amerikansk sångerska. Albumet Jenni blev hennes första album att toppa Billboard Top Latin Albums i USA. 2010 deltog Rivera i och producerade TV-serien Jenni Rivera Presents: Chiquis & Raq-C samt i TV-serien I Love Jenni 2011. Rivera dog i en flygplanshaveri i närheten av Iturbide i Mexiko.

## Diskografi
Studioalbum
- 1999 – Si Quieres Verme Llorar
- 1999 – Reyna De Reynas
- 2000 – Que Me Entierren Con la Banda
- 2001 – Déjate Amar
- 2001 – Se las Voy a Dar a Otro
- 2003 – Homenaje a Las Grandes
- 2005 – Parrandera, Rebelde y Atrevida
- 2007 – Mi Vida Loca
- 2008 – Jenni
- 2009 – La Gran Señora
- 2011 – Joyas Prestadas: Banda
- 2011 – Joyas Prestadas: Pop

Livealbum
- 2006 – Besos y Copas Desde Hollywood
- 2006 – En Vivo Desde Hollywood
- 2007 – La Diva En Vivo
- 2010 – La Gran Señora en Vivo
- 2013 – 1969 - Siempre, En Vivo Desde Monterrey, Parte 1
- 2014 – 1969 - Siempre, En Vivo Desde Monterrey, Parte 2
- 2014 – 1 Vida - 3 Historias: Metamorfosis - Despedida de Culican - Jenni Vive 2013
- 2016 – Paloma Negra Desde Monterrey

Samlingsalbum
- 2004 – Simplemente La Mejor
- 2012 – La Misma Gran Señora
- 2012 – La Más Completa Colección
- 2017 – Angel Baby Con Mariachi